# А и А архитекти
„А и А архитекти” е българско архитектурно бюро, основано през 2005 г. от арх. Асен Милев и арх. Ангел Захариев. Студиото практикува в областта на сградното и урбанистичното проектиране. То стои зад проектите на някои значими обекти в София като небостъргачите Капитал Форт и Скай Форт, и сгради в комплекса “Бизнес Парк София”. Съвместно с “Линднер България” и “Архитектурно Бюро Димитров” то създава генералния план и концепцията на “Бизнес Парк София”. 
Сгради по проект на бюрото са носители на първи награди в националните конкурси “Български архитектурни награди”, “Сграда на годината”, “Арх Инова” и “Визар”, както и в международни конкурси като “European Property Awards”.

## Значими проекти
- Capital Fort (най-високата сграда в България)[1];
- Sky Fort (след завършването си ще измести Capital Fort като най-високата сграда в България)[2];
- Бизнес Парк София (най-големият офис парк на Балканите)[3];
- Synergy Tower;
- Административна сграда "Desizo Monni";
- Детски научен център “Музейко”.